# 山本淳也
山本 淳也（やまもと じゅんや）、男性、1984年〈昭和59年〉2月17日 - ）は、日本のドラマー。スタジオ・ミュージシャン。本名も同じ。東京都出身。日本芸術高等学園卒業。日本芸術専門学校の講師も務める。2003年にプロドラマーとしてデビュー以降、様々なジャンルのライブやレコーディングで活動している。

## 来歴
- 2003年、東京ディズニーシーのバンドオーディションに合格しプロ活動開始。
- 2007年、ニューヨークで始まり世界中で公演されているBLUE MAN GROUPの日本公演、BLUE MAN GROUP IN TOKYOのメインキャストバンドメンバーを同年12月から終演までの4年間務める。
- 2010年ｰ2018年、東京ディズニーシーのバンド活動再開。
- 2016年、宇宙系アトラクション型バンド「SPEED OF LIGHTS」のメンバーとして活動開始。
- 自身のバンド活動、ライブサポート、レコーディング、パブリック・アドレス、後進の指導等、多方面に渡り活動している。日本芸術学園ドラム講師。
- また自宅スタジオではレコーディング・エンジニアとしても活動している。

## 人物
主にツーバスのドラムセットを使用している。代々クラシック演奏家の家庭に生まれる。
祖父 山本正人（Tb） 父 山本真（Hr） 叔父 山本正治（Cl）安藤芳宏・今村三明・岡田知之・菅沼孝三・菅沼道昭・三砂和照・村石雅行・茂呂慶隆・Chris Slade・Gregg Bissonette・Terreon Gully各氏に師事。

## 使用機材
- ドラムセットは現場によってヤマハ製、ソナー製、TAMA製、BONNY製の物を使用している。
- ペダルやハードウェアはドラム・ワークショップ製を使用している。
- シンバルはセイビアン製を使用・エンドーサー。
- ドラムスティックはLERNI製を使用・エンドーサー。

## ライブサポート・共演・レコーディング
- アイナ・ジ・エンド
- 青山みつ紀
- 愛美
- 暁月凛
- 阿部敏郎
- 阿部乃みく
- 彩音
- 綾野ましろ
- 池田彩
- 市川愛
- 岩崎良美
- 羽咲みはる
- エハラマサヒロ
- 大河内美紗
- 大知正紘
- 大村孝佳
- 沖井礼二
- 沖田杏梨
- 織田かおり
- 鎌田ジョージ
- 神咲詩織
- 希島あいり
- キタオユカ
- 北川勝利
- 桐谷まつり
- 空想委員会
- 栗林里莉
- 五條真由美
- 鼓童
- コブクロ
- 金野貴明
- 佐咲紗花
- 椎名邦仁
- 末光篤
- 逗子三兄弟
- 鈴木このみ
- ずま（虹色侍）
- 瀬戸龍介
- 曽根由希江
- 多和田えみ
- 千ヶ崎学
- 千佐真里奈
- 東木瞳
- 冨永祐輔
- 中村あゆみ
- 西野誠
- 西脇辰弥
- 希美まゆ
- ハヴケイスケ
- 橋本みゆき
- 花澤香菜
- 花世
- 柊木りお
- 人時
- 平井大
- ベリーグッドマン
- ポルノグラフィティ
- 益子侑
- 松崎しげる
- 松本英子
- 松本圭司
- 真瀬はるか
- 真野すがた
- 光永亮太
- ミト
- 湊莉久
- 南里侑香
- 三森すずこ
- 諸星すみれ
- 安野希世乃
- 結城アイラ
- 柚希礼音
- 和田琢磨
- AKANE LIV
- asfi
- BiSH
- BLUE VINTAGE
- COCOA
- CUTT
- Da Lua
- DIE（Ra:IN）
- HAN-KUN
- hanna
- Hey! Say! JUMP
- Honey L Days
- HIPPY
- JQ
- JULEPS
- JUNNA
- KEEN（C&K）
- KEITA
- Killing Time Brothers
- Kim(Uhnellys)
- KissBee
- KIYOSHI
- LIV MOON
- MASAKI
- MAY'S
- "mercy"荒川将司
- michiaki（Ra:IN）
- namy(DJ)
- PATA
- PAYFOWARD
- Ray
- Rhodanthe*
- ROLLY
- Ryohei
- SKY-HI
- SMAP
- THE SxPLAY
- SUGIZO
- Sweet ARMS
- TAKA（defspiral）
- TEE
- TOKIE
- Toshl
- UEBO
- w-inds.

など